# Agama aculeata
Agama aculeata är en ödleart som beskrevs av  Blasius Merrem 1820. Agama aculeata ingår i släktet Agama och familjen agamer.
Arten förekommer i centrala och södra Afrika från Tanzania och Angola till norra Sydafrika. Honor lägger ägg.

## Underarter
Arten delas in i följande underarter:
- A. a. distanti
- A. a. aculeata

## Bildgalleri

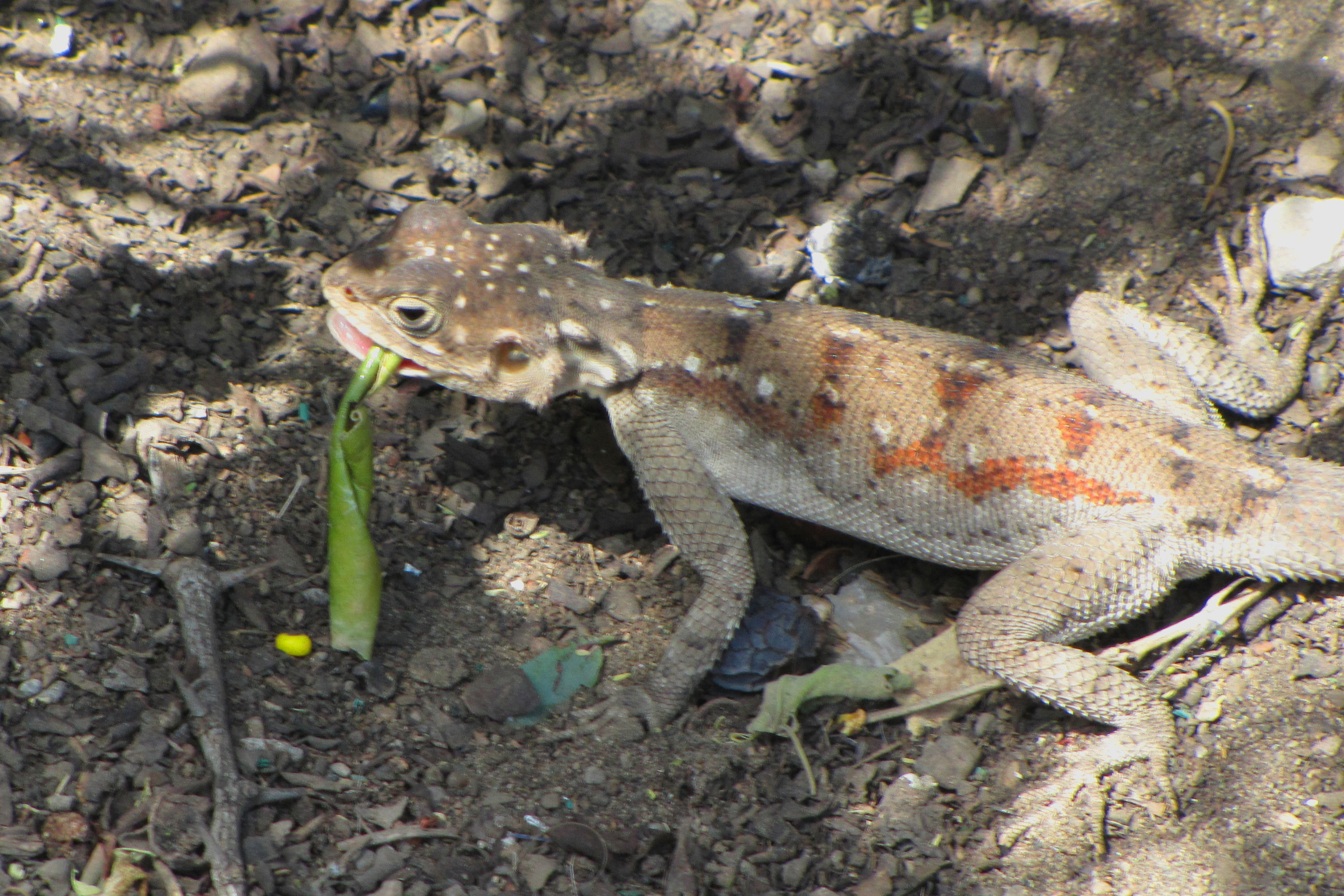
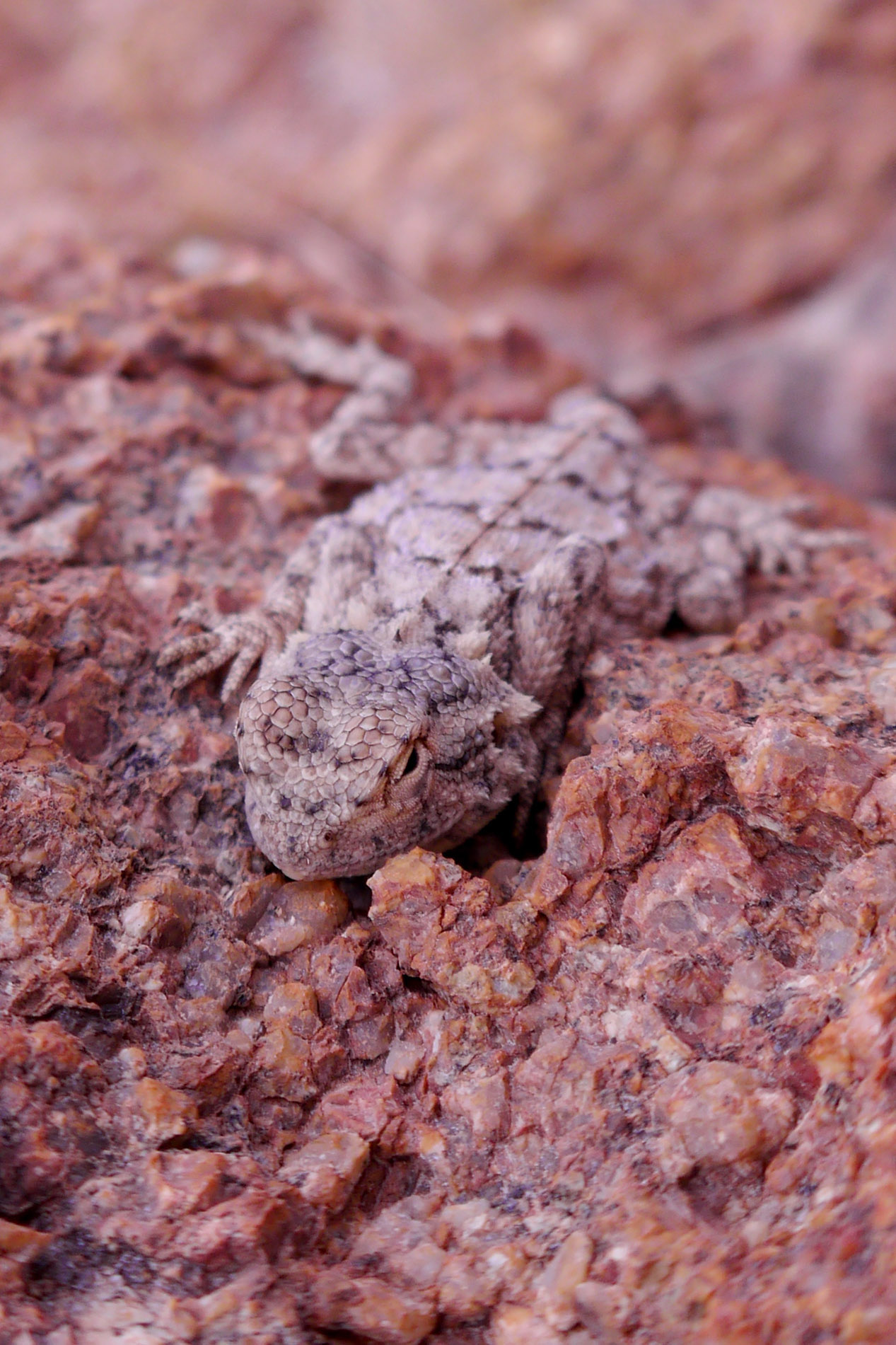
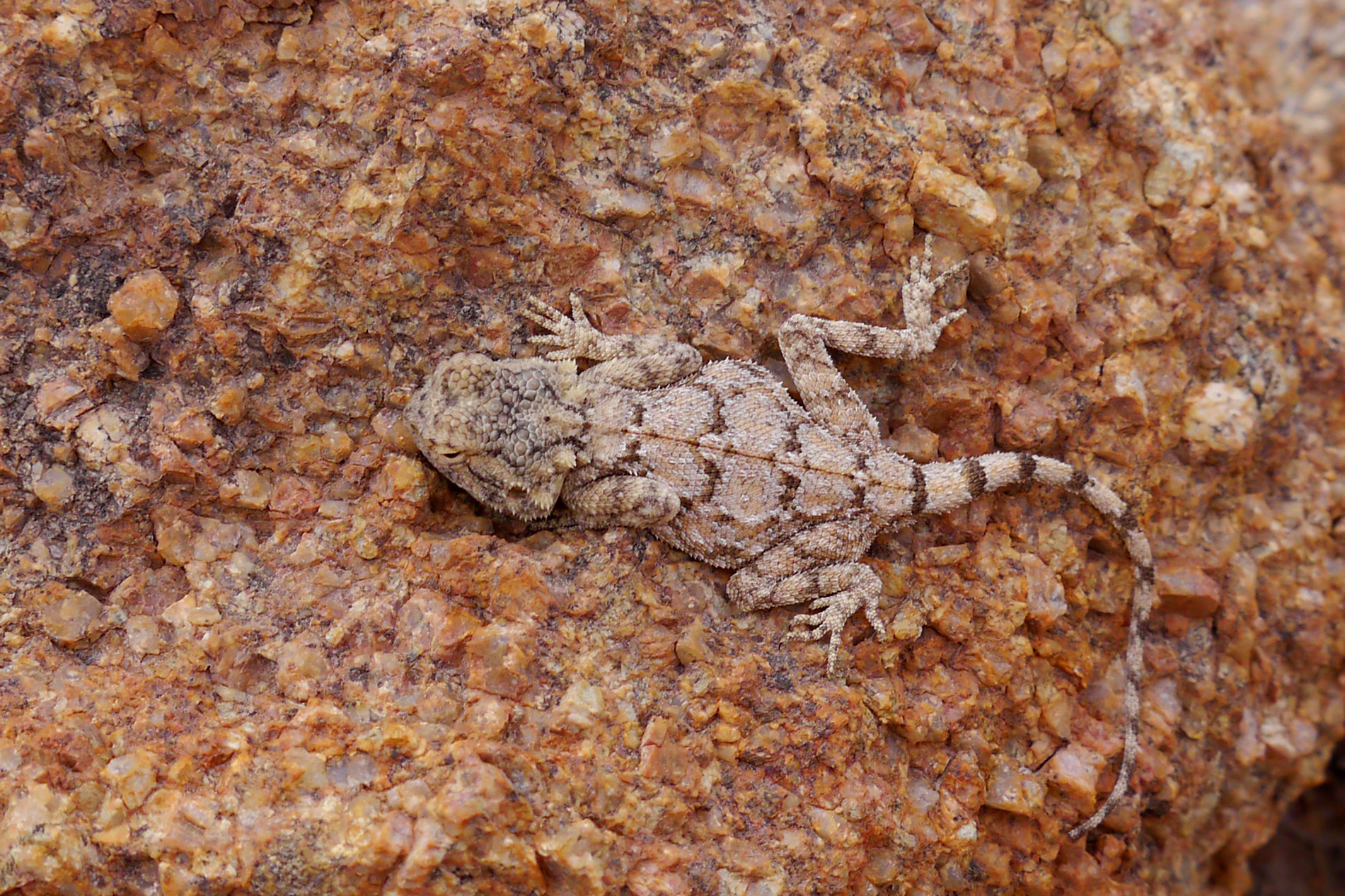
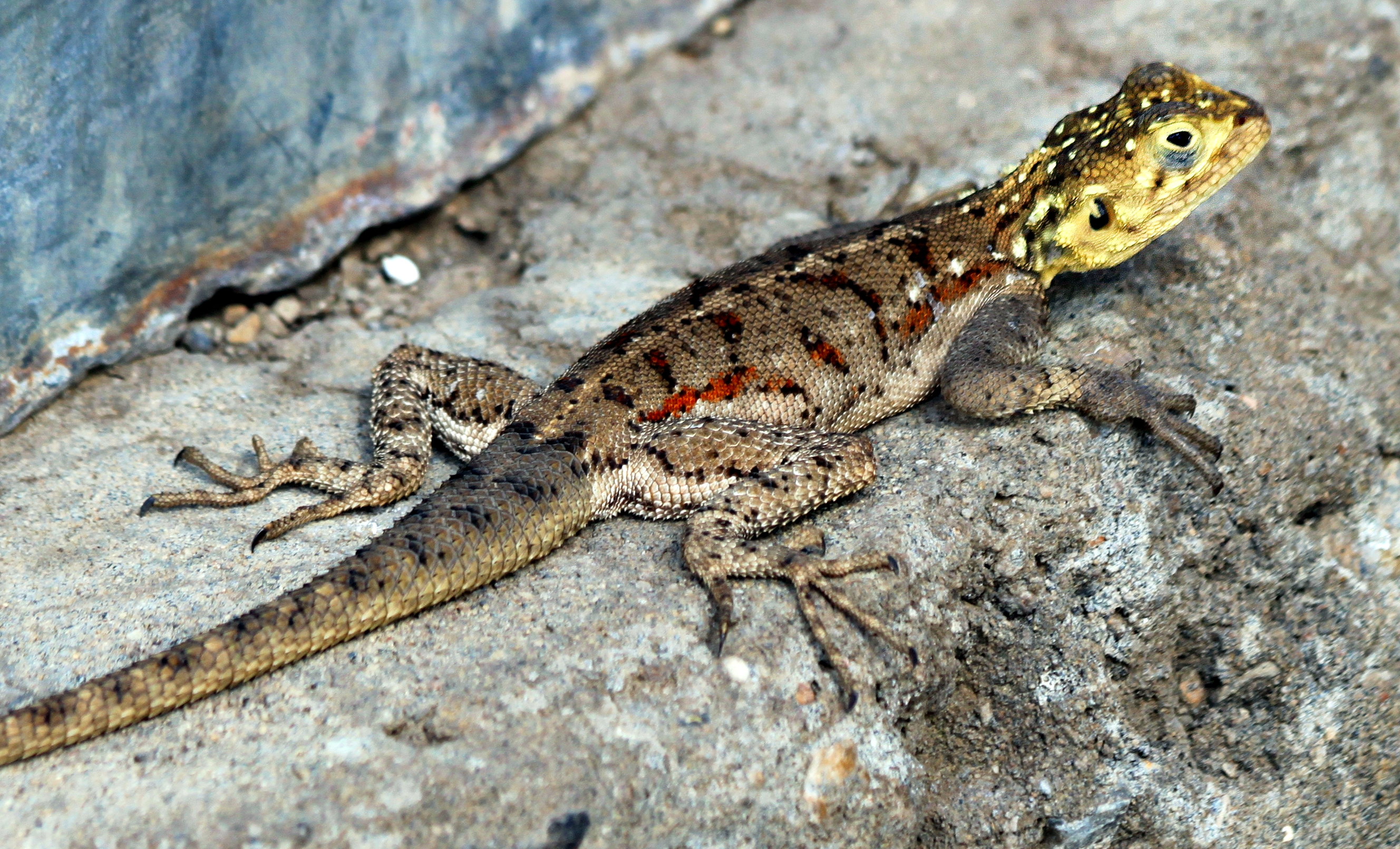
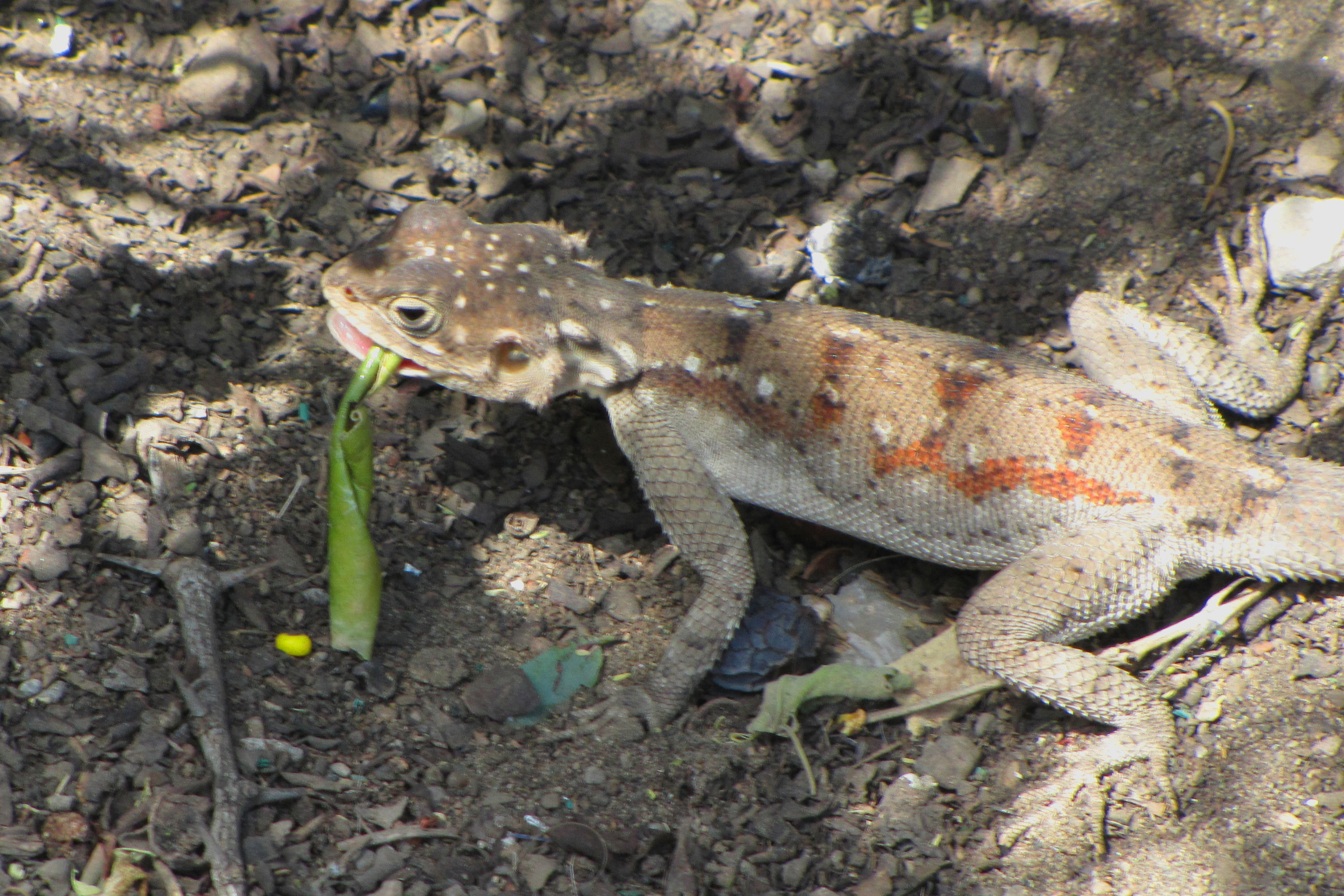
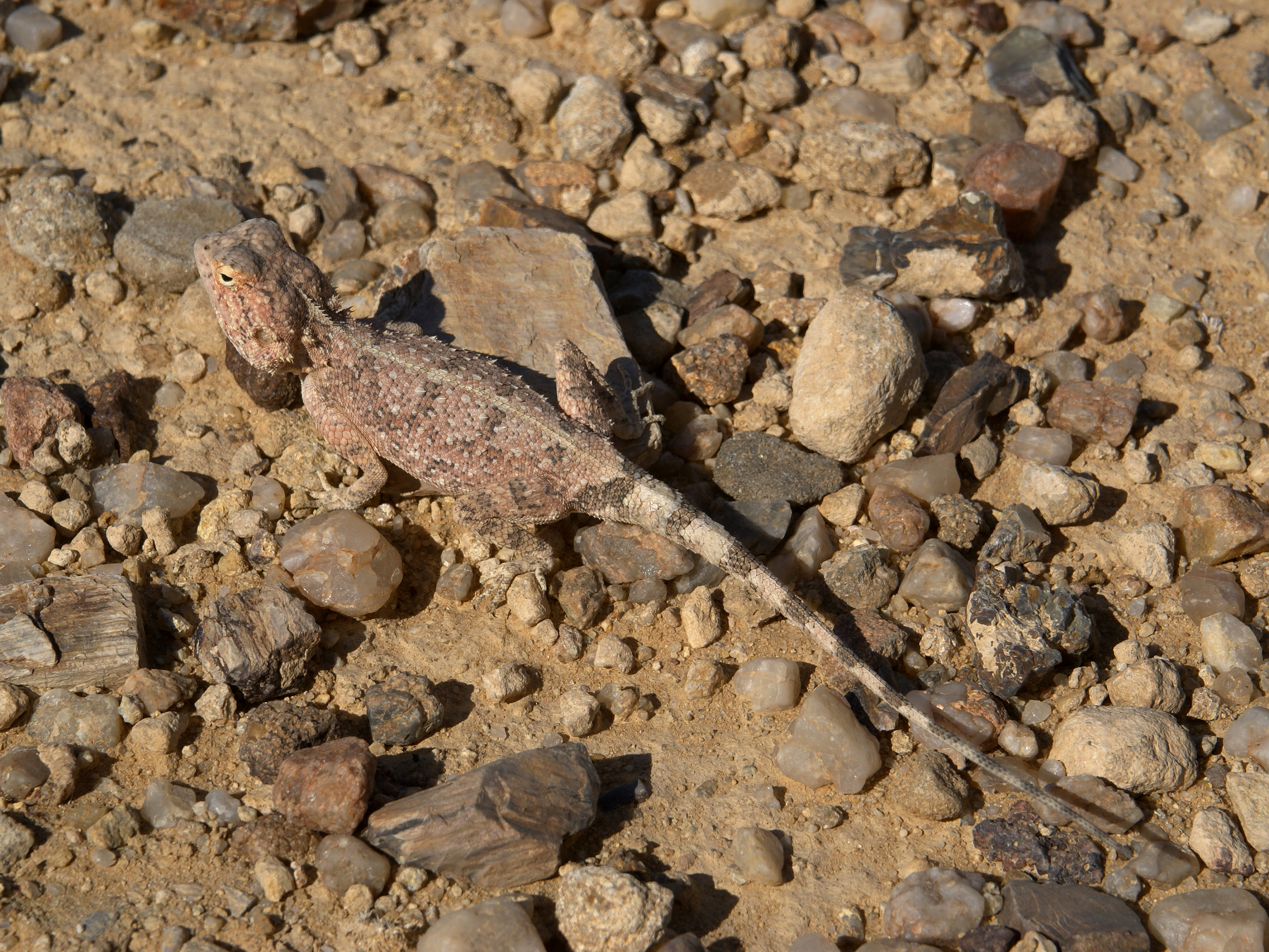